# Faserbruchkriterium nach Puck
Das Faserbruchkriterium nach Puck dient zur Berechnung des Versagens von Faser-Kunststoff-Verbunden auf Faserbruch. Im Gegensatz zu einfachen Faserbruchkriterien berücksichtigt es auch den Einfluss der Spannungen quer zur Faser.

## Erweiterung des einfachen Faserbruchkriteriums
Das einfache Faserbruchkriterium beruht auf dem einaxialen Vergleich der faserparallelen Spannung {\displaystyle \sigma _{\|}} mit der faserparallelen Festigkeit {\displaystyle R_{\|}}; je nachdem, ob eine faserparallele Zug- oder Druckspannung anliegt, wird für R die faserparallele Zug- bzw. Druckfestigkeit eingesetzt. Das Bauteil versagt gemäß diesem Kriterium gerade dann, wenn die faserparallele Spannung die faserparallele Festigkeit erreicht:
{\displaystyle {\frac {\sigma _{\|}}{R_{\|}}}=1}
Das einfache Faserbruchkriterium ähnelt damit dem Festigkeitsnachweis bei metallischen Werkstoffen mit Hilfe einer Vergleichsspannung.
Bei Zugspannungen quer zur Faser erhöht sich jedoch die faserparallele Spannung durch den Einfluss der Querkontraktion; im Gegensatz dazu kann fasersenkrechter Druck die faserparallele Spannung absenken. Wenn gleichzeitig hohe faserparallele und fasersenkrechte Spannungen auftreten, wird daher das Faserbruchkriterium nach Puck angewendet. Mit diesem erweiterten Bruchkriterium wird der mehraxiale Spannungszustand (faserparallel und -senkrecht) mechanisch korrekt auf das einfache Faserbruchkriterium übertragen, indem die unterschiedlich ausgerichteten Spannungen zunächst zu einer resultierenden faserparallelen Spannung zusammengefasst werden.

## Mathematische Formulierung
Die resultierende, faserparallele Spannung {\displaystyle \sigma _{\|}^{\rm {res}}} wird in die o. g. einfache Faserbruchbedingung eingesetzt (und je nachdem, ob {\displaystyle \sigma _{\|}^{\rm {res}}} positiv oder negativ ist, wird dort wie bisher die Faserzug- bzw. Faserdruckfestigkeit gewählt):
{\displaystyle \sigma _{\|}^{\rm {res}}=\sigma _{1}-\left(\nu _{\perp \|}-{\frac {E_{\|}}{E_{\|,f}}}\cdot m_{\sigma }\cdot \nu _{\perp \|,f}\right)(\sigma _{2}+\sigma _{3})}
mit
- {\displaystyle \sigma _{1}}: faserparallele Spannung
- {\displaystyle \sigma _{2},\sigma _{3}}: fasersenkrechte Spannungen
- {\displaystyle \nu _{\perp \|}}: große Querkontraktionszahl der UD-Schicht
- {\displaystyle \nu _{\perp \|,f}}: große Querkontraktionszahl der Faser
- {\displaystyle E_{\|}}: faserparalleler Modul der UD-Schicht
- {\displaystyle E_{\|,f}}: faserparalleler Modul der Faser
- {\displaystyle m_{\sigma }}: Vergrößerungsfaktor (nach Puck: GFK 1,3 und CFK 1,1).